# Francisco José Carrasco
Francisco José Carrasco Hidalgo, ismertebb nevén: Lobo Carrasco (Alcoy, 1959. március 6. –) spanyol válogatott labdarúgó, edző.

## Pályafutása

### Klubcsapatban
Alcoyban született, Alicante tartományban. Pályafutását az FC Barcelona utánpótláscsapatiban kezdte. 1978-ban a Barcelona B csapatában játszott, majd kölcsönadták a Terrassa együttesének. A Barcelona első csapatában az 1978–79-es szezonban mutatkozott be. A Barcelonánál töltött tizenkét szezon alatt egy bajnoki címet és három spanyol kupát nyert. A kupagyőztesek-Európa-kupáját szintén három alkalommal sikerült elhódítania csapatával. 1989-ben a francia Sochaux-Montbéliard együtteséhez igazolt, ahol három szezont töltött. 1992-ben az UE Figueres játékosaként vonult vissza az aktív játéktól és visszatért Katalóniába.

### A válogatottban
1979 és 1988 között 35 alkalommal szerepelt a spanyol válogatottban és 5 gólt szerzett. Egy Románia elleni barátságos mérkőzés alkalmával mutatkozott be 1979. április 4-én, amely 2–2-es döntetlent hozott. Részt vett az 1980-as és az 1984-es Európa-bajnokságon, illetve az 1986-os világbajnokságon.

### Edzőként
A 2005–06-os szezonban az Atlético Malagueño, a 2007–08-as szezonban pedig a Real Oviedo csapatát irányította.

## Sikerei, díjai
FC Barcelona
- Spanyol bajnok (1): 1984–85
- Spanyol kupa (3): 1980–81, 1982–83, 1987–88
- Spanyol ligakupa (1): 1982–83
- Spanyol szuperkupa (1): 1983
- Kupagyőztesek Európa-kupája (3): 1978–79, 1981–82, 1988–89
- Bajnokcsapatok Európa-kupája döntős (1): 1985–86

Spanyolország
- Európa-bajnoki döntős (1): 1984

## Külső hivatkozások
- Francisco José Carrasco adatlapja a National-Football-Teams.com oldalon (angolul)

- Francisco José Carrasco (angol nyelven). FootballDatabase.eu
- Francisco José Carrasco (angol nyelven). eu-football.info
- Francisco José Carrasco (játékos profil) (angol, katalán, spanyol nyelven). BDFutbol.com
- Francisco José Carrasco (edzői profil) (angol, katalán, spanyol nyelven). BDFutbol.com
- Francisco José Carrasco adatlapja a worldfootball.net oldalon (angolul)